# Chiều tím
Chiều tím (Ruellia simplex), còn gọi là cỏ nổ thân cao, là một loài thực vật thuộc chi Ruellia, họ Ô rô (Acanthaceae). Đây là loài đặc hữu của México, vùng Caribe và Nam Mỹ.

## Mô tả
Cỏ nổ thân cao là loài cây thân thảo đa niên cao đến 1 m, có các lá hình mũi mác dẹt, nhọn đầu, dài 15–20 cm và rộn đến 2 cm. Các hoa dạng chuông, màu tím, có năm cánh hoa, rộng 7–8 cm. Cũng có một giống cỏ nổ lùn chỉ cao khoảng 30 cm.

## Danh pháp

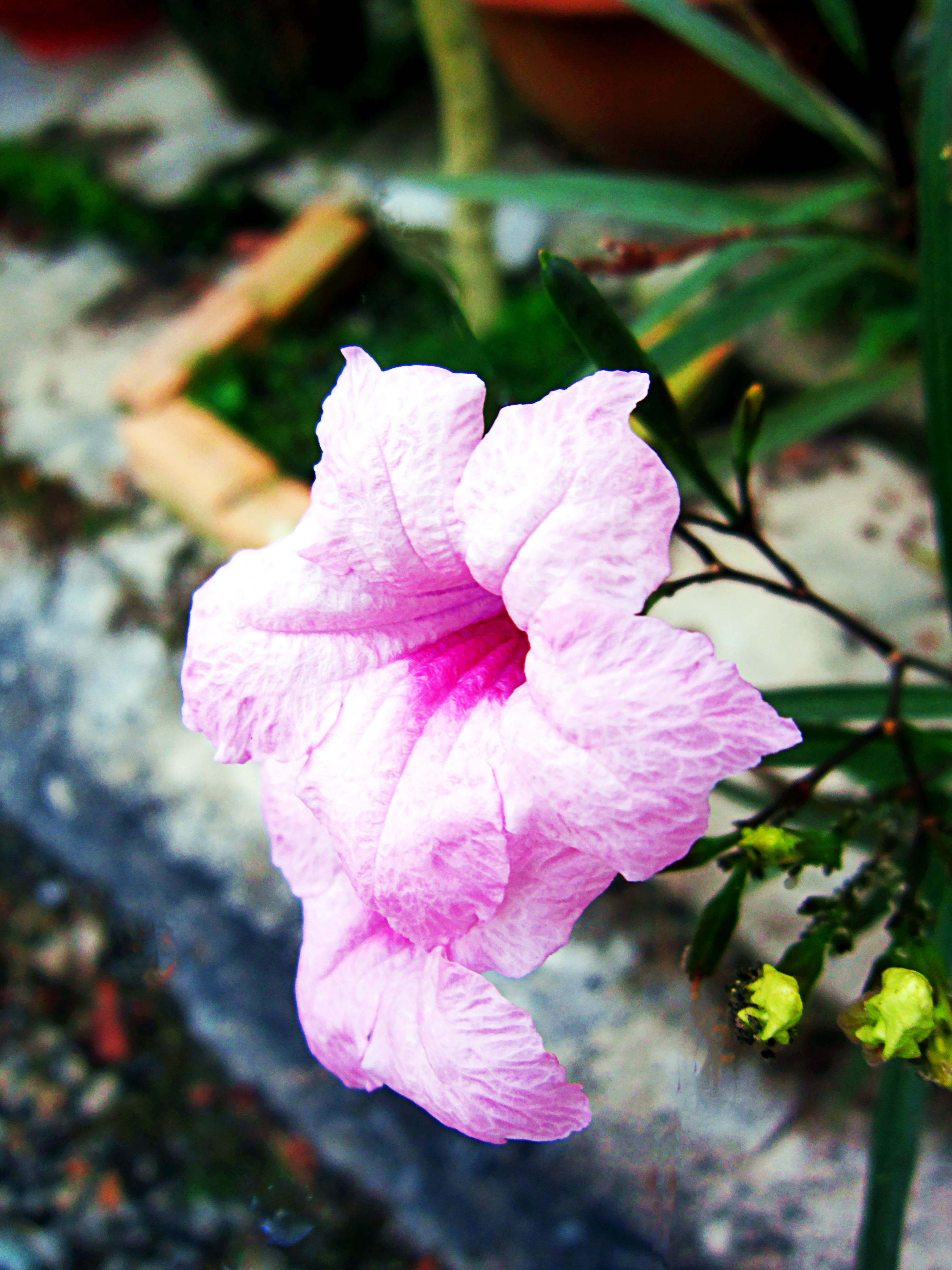
Hoa nổ thân cao có màu tím nhạt

"Ruellia simplex C.Wright" là tên được chấp nhận của loài này, vốn cũng được rộng rãi biết đến với các danh pháp Ruellia angustifolia (Nees) Lindau, Ruellia brittoniana Leonard, và Cryphiacanthus angustifolius Nees, cùng với một số tên đồng nghĩa khác. Tên của chi thực vật này được đặt theo tên nhà thực vật học Pháp Jean de la Ruelle, còn tên loài đề cập đến dạng lá đơn của loài.

## Hình ảnh

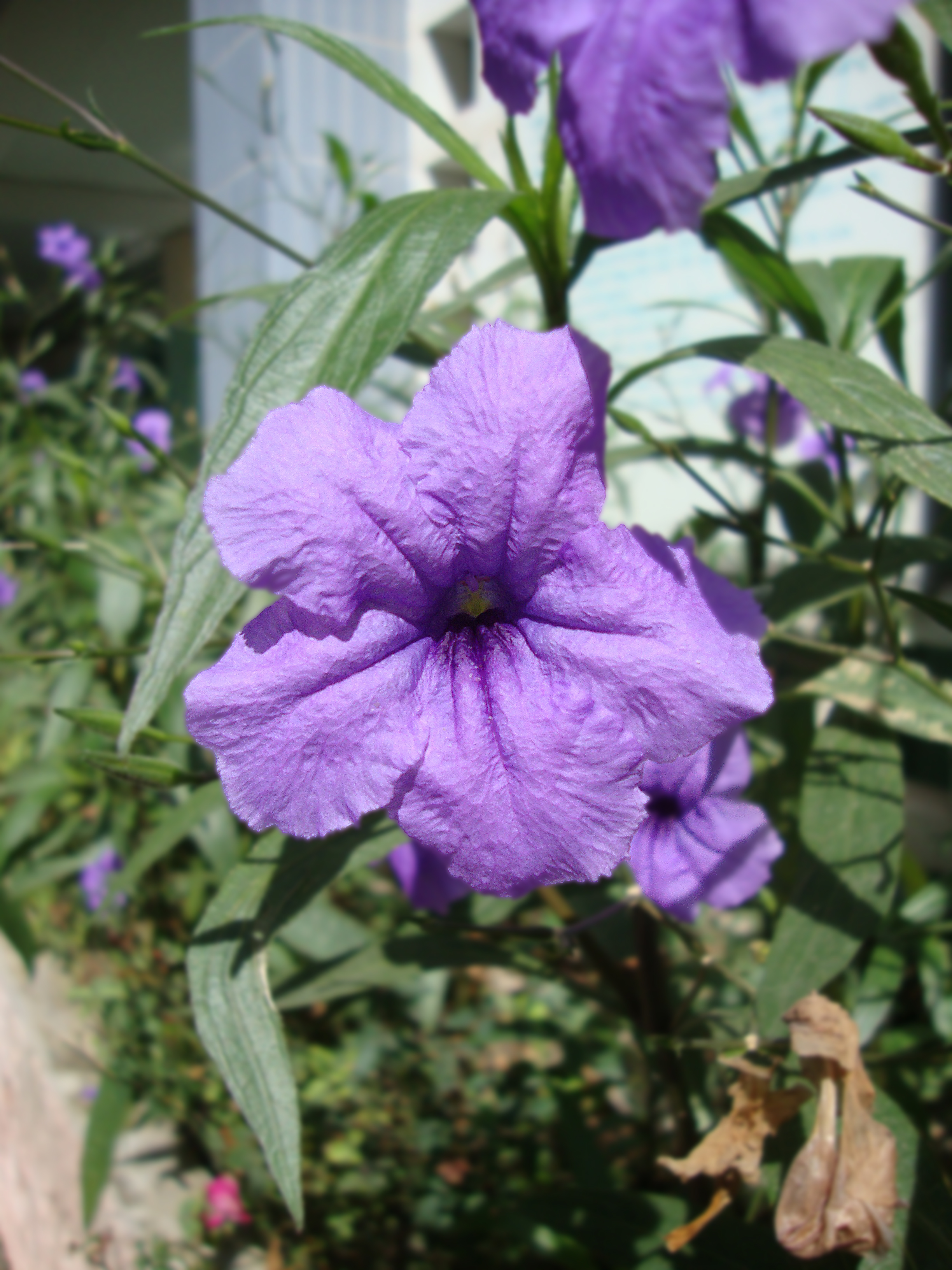
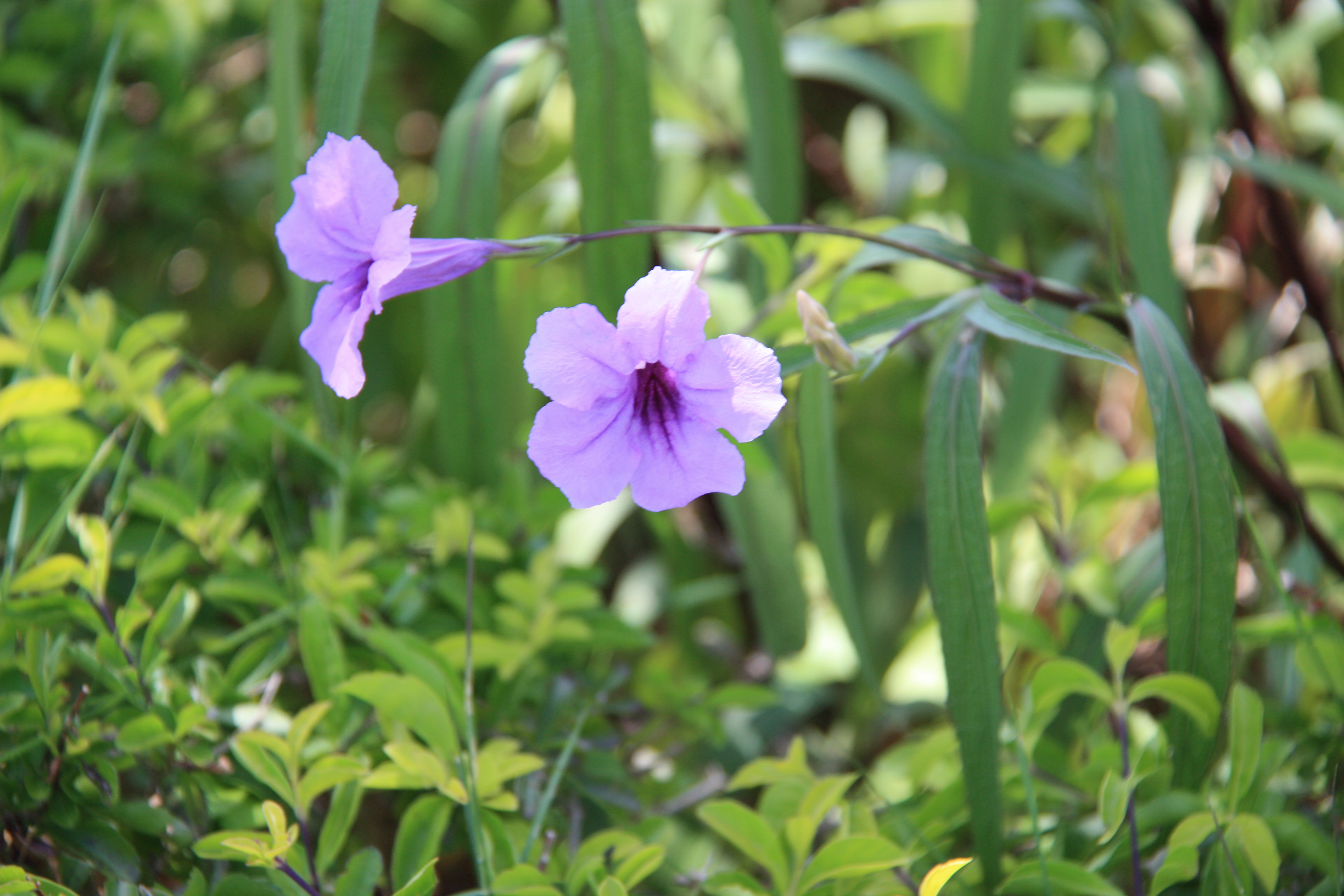
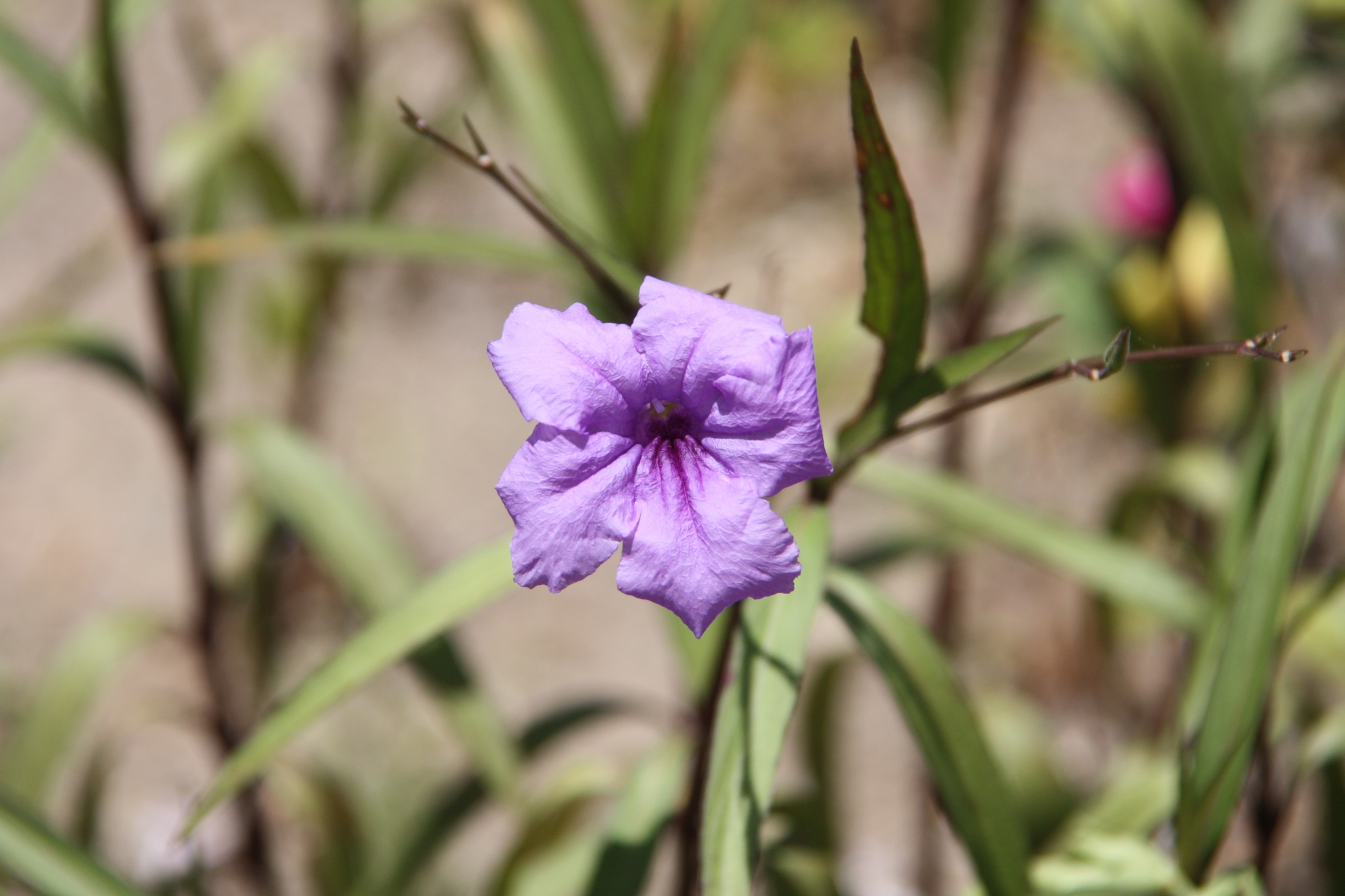
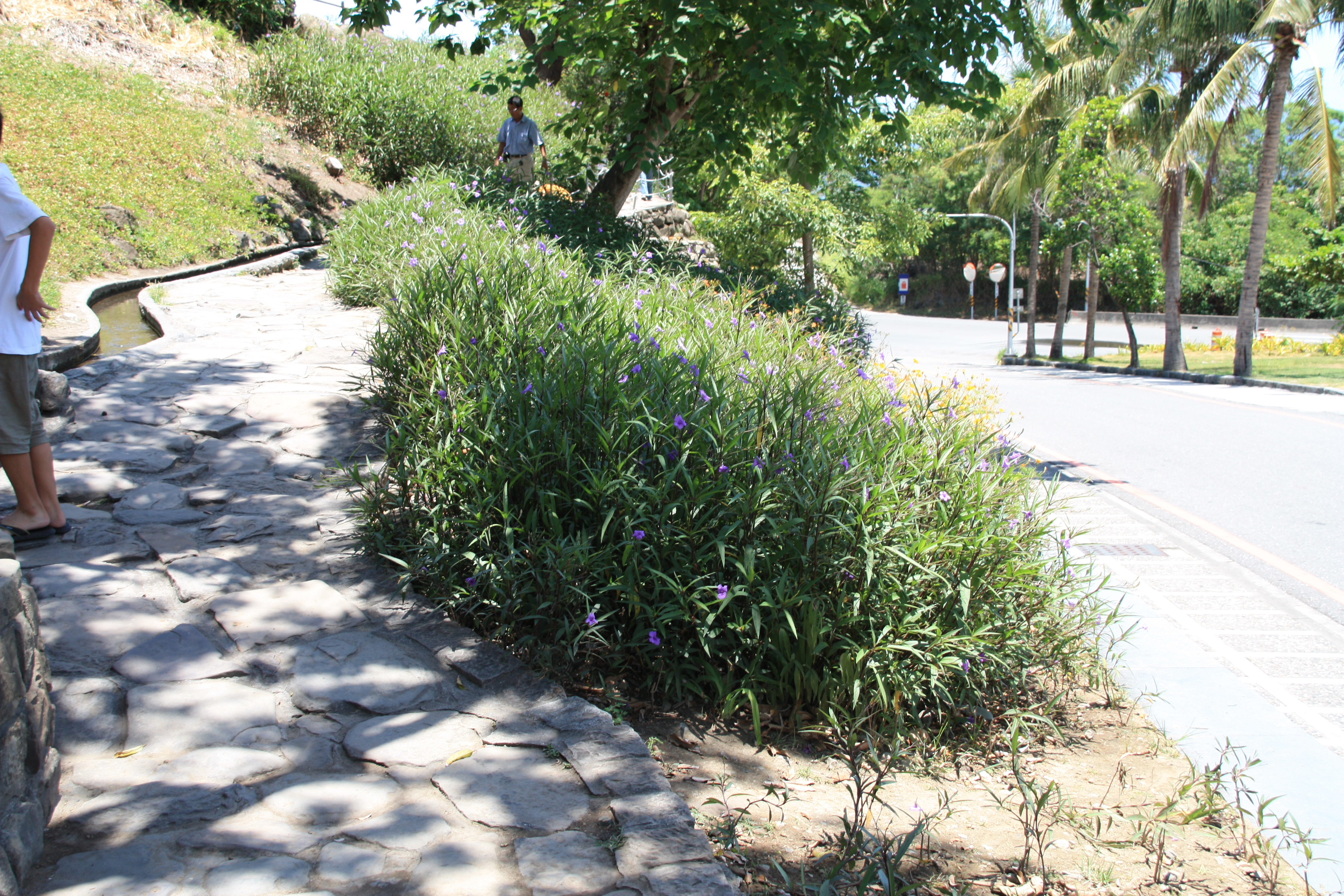
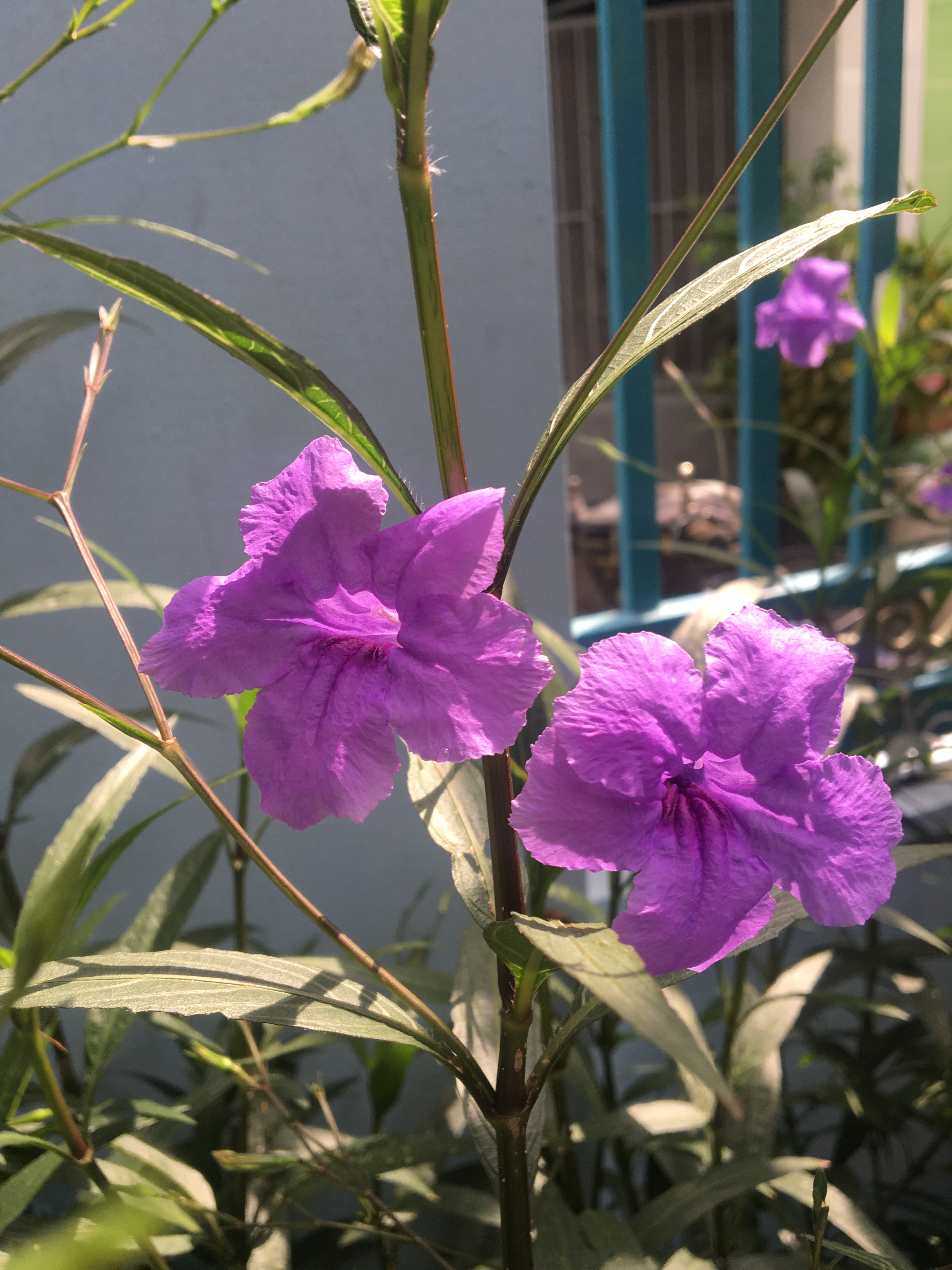